# Antonio Malchiodi
Antonio Malchiodi (Piacenza, giugno 1848 – Nembro, 1915) è stato un pittore italiano.

## Biografia
Iniziò gli studi presso il piacentino Istituto Gazzola, e ottenne dall'istituto (e dal comune) un contributo per recarsi a Roma. Qui, all'Accademia di San Luca, studiò sotto un pittore originario di Bergamo, Francesco Coghetti.
Tra i suoi lavori, Il nido d'uccelli; Il rimprovero; Bue; Don Rodrigo; La comunione; Il Battesimo; St Jerome; Infanzia e Vecchiezza; Ciceruacchio; La Premiazione, commissionati dal Ministero della Pubblica Istruzione. Completò anche quattro dipinti per la cappella funebre della famiglia dell'ex ministro Doppino.
Inoltre, fu docente presso l'accademia d'Arte di Modena, ma anche a Brescia e Torino. Il suo ultimo anno si dedicò alla pittura del paesaggio dei dintorni di Bergamo, e divenne inoltre noto per i soggetti storici, compreso L'ultima consolazione di Torquato Tasso, dipinto dopo aver visitato la stanza del convento di Sant'Onofrio dove il poeta spirò.